# Cleocnemis taquarae
Cleocnemis taquarae är en spindelart som först beskrevs av Eugen von Keyserling 1891.  Cleocnemis taquarae ingår i släktet Cleocnemis och familjen snabblöparspindlar. Inga underarter finns listade i Catalogue of Life.